# 50 & Counting
50 & Counting Tour fue una gira musical de la banda británica The Rolling Stones, organizada en celebración de sus 50 años en la música, la cual dio comienzo el 25 de noviembre de 2012 en París.
La gira terminó el 13 de julio de 2013, con un show en el Hyde Park de Londres.

## Set list
Este setlist es del concierto del 3 de mayo de 2013 en Los Ángeles, EE. UU.. Pero no es completamente representativo del resto de conciertos del tour.
1. "Get Off Of My Cloud"
2. "The Last Time"
3. "It's Only Rock 'n' Roll (But I Like It)"
4. "Paint It Black"
5. "Gimme Shelter"
6. "Wild Horses" (with Gwen Stefani)
7. "Factory Girl"
8. "Emotional Rescue"
9. "Respectable" (with Keith Urban)
10. "Doom and Gloom"
11. "One More Shot"
12. "Honky Tonk Women"
13. "Before They Make Me Run"
14. "Happy"
15. "Midnight Rambler"
16. "Miss You"
17. "Start Me Up"
18. "Tumbling Dice"
19. "Brown Sugar"
20. "Sympathy for the Devil"
21. Bis: "You Can't Always Get What You Want"
22. Bis: "Jumpin' Jack Flash"
23. Bis: "(I Can't Get No) Satisfaction"

## Banda
The Rolling Stones
- Mick Jagger Vocalista, guitarra, piano, armónica
- Keith Richards Guitarra, voz
- Ron Wood Guitarra, voz
- Charlie Watts Batería

Músicos adicionales
- Bernard Fowler: coros, percusión
- Lisa Fischer: coros, percusión
- Darryl Jones: bajo, coros
- Bobby Keys: saxofón
- Chuck Leavell: teclados, coros, percusión
- Tim Ries: saxofón, coros

### Invitados especiales

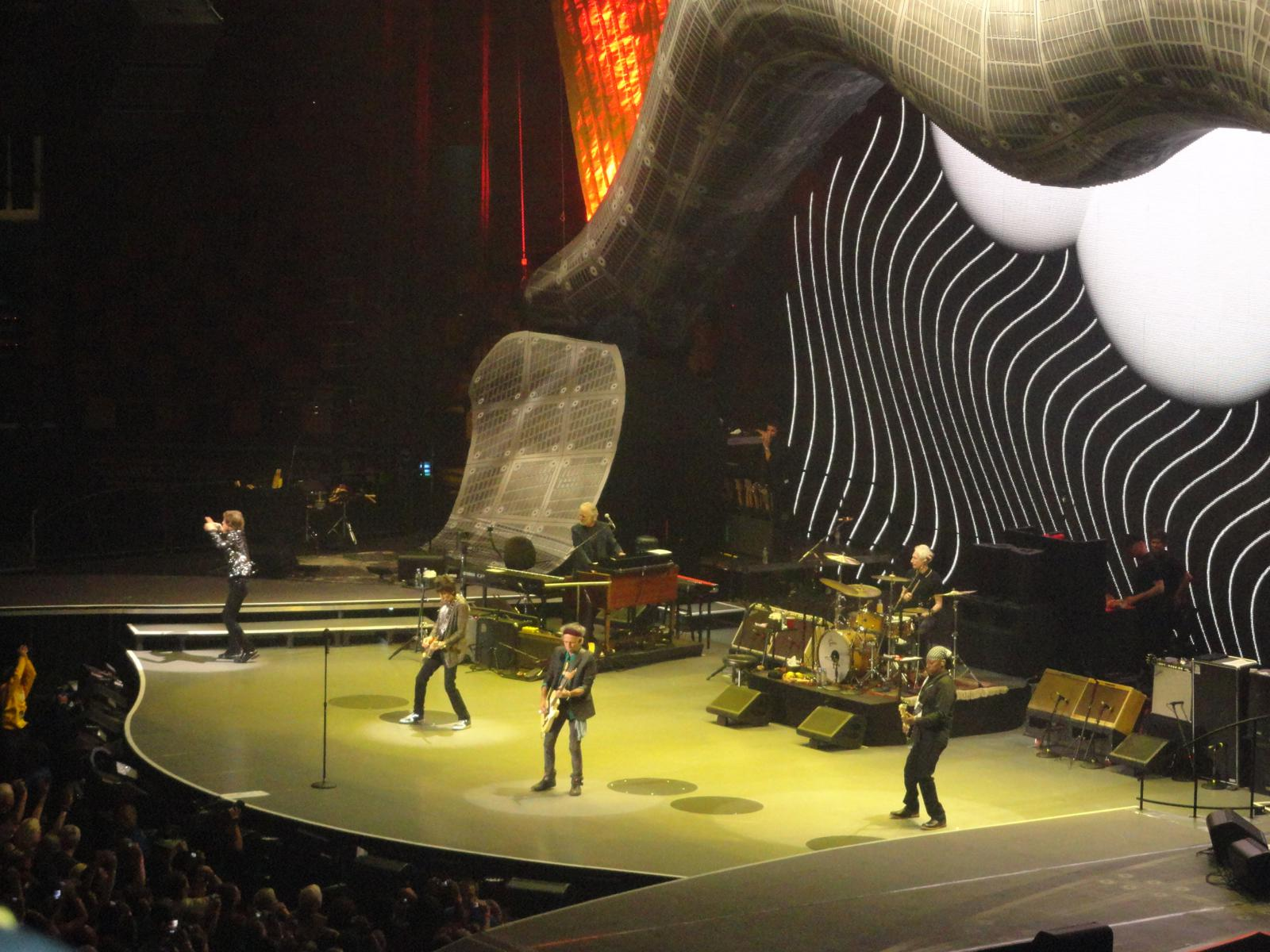
Los Rolling Stones tocando en Boston, el 12 de junio de 2013.

- Mary J. Blige
- Jeff Beck
- Eric Clapton
- Florence Welch
- Gary Clark, Jr.
- John Mayer
- Lady Gaga

- Bruce Springsteen
- The Black Keys
- Gwen Stefani
- Keith Urban
- Tom Waits
- Bonnie Raitt
- John Fogerty
- Katy Perry
- Dave Grohl
- Carrie Underwood
- Taj Mahal
- Sheryl Crow
- Taylor Swift
- Win Butler
- Brad Paisley
- Aaron Neville

## Fechas de la gira
| Europa                  |                  |                |                         |
| 25 de octubre de 2012   | París            | Francia        | Le Trabendo             |
| 29 de octubre de 2012   | París            | Francia        | Théâtre Mogador         |
| 25 de noviembre de 2012 | Londres          | Reino Unido    | O2 Arena                |
| 29 de noviembre de 2012 | Londres          | Reino Unido    | O2 Arena                |
| Norteamérica            |                  |                |                         |
| 8 de diciembre de 2012  | Nueva York       | Estados Unidos | Barclays Center         |
| 12 de diciembre de 2012 | Nueva York       | Estados Unidos | Madison Square Garden   |
| 13 de diciembre de 2012 | Newark           | Estados Unidos | Prudential Center       |
| 15 de diciembre de 2012 | Newark           | Estados Unidos | Prudential Center       |
| 27 de abril de 2013     | Los Ángeles      | Estados Unidos | Echoplex                |
| 3 de mayo de 2013       | Los Ángeles      | Estados Unidos | Staples Center          |
| 5 de mayo de 2013       | Oakland          | Estados Unidos | Oracle Arena            |
| 8 de mayo de 2013       | San Jose         | Estados Unidos | HP Pavilion at San Jose |
| 11 de mayo de 2013      | Las Vegas        | Estados Unidos | MGM Grand Garden Arena  |
| 15 de mayo de 2013      | Anaheim          | Estados Unidos | Honda Center            |
| 18 de mayo de 2013      | Anaheim          | Estados Unidos | Honda Center            |
| 20 de mayo de 2013      | Los Ángeles      | Estados Unidos | Staples Center          |
| 25 de mayo de 2013      | Toronto          | Canadá         | Air Canada Centre       |
| 28 de mayo de 2013      | Chicago          | Estados Unidos | United Center           |
| 31 de mayo de 2013      | Chicago          | Estados Unidos | United Center           |
| 3 de junio de 2013      | Chicago          | Estados Unidos | United Center           |
| 6 de junio de 2013      | Toronto          | Canadá         | Air Canada Centre       |
| 9 de junio de 2013      | Montreal         | Canadá         | Bell Centre             |
| 12 de junio de 2013     | Boston           | Estados Unidos | TD Garden               |
| 14 de junio de 2013     | Boston           | Estados Unidos | TD Garden               |
| 18 de junio de 2013     | Filadelfia       | Estados Unidos | Wells Fargo Center      |
| 21 de junio de 2013     | Filadelfia       | Estados Unidos | Wells Fargo Center      |
| 24 de junio de 2013     | Washington D. C. | Estados Unidos | Verizon Center          |
| Europa                  |                  |                |                         |
| 29 de junio de 2013     | Pilton           | Reino Unido    | Worthy Farm             |
| 6 de julio de 2013      | Londres          | Reino Unido    | Hyde Park               |
| 13 de julio de 2013     | Londres          | Reino Unido    | Hyde Park               |